# Palthis calcabilis
Palthis calcabilis là một loài bướm đêm trong họ Noctuidae.